# Adolphe Appian
Adolphe Appian, pseudonyme de Jacques Barthélemi Appian, né le 23 août 1818 à Lyon, où il est mort le 29 avril 1898, est un peintre et graveur français de l'École lyonnaise.
Il est le père du peintre Jean Louis Appian (1862-1896).

## Biographie
De 1833 à 1836, Adolphe Appian suit des études de dessin à l'École des beaux-arts de Lyon dans les ateliers de Jean-Michel Grobon et d'Augustin Alexandre Thierriat. Il débutera dans la carrière comme dessinateur dans les soieries de Lyon, avant de verser dans la peinture de paysages.
Il débute au Salon de 1835 à Paris et expose au Salon de 1847 à Lyon, puis régulièrement dans les Salons de ces deux villes à partir de 1855.

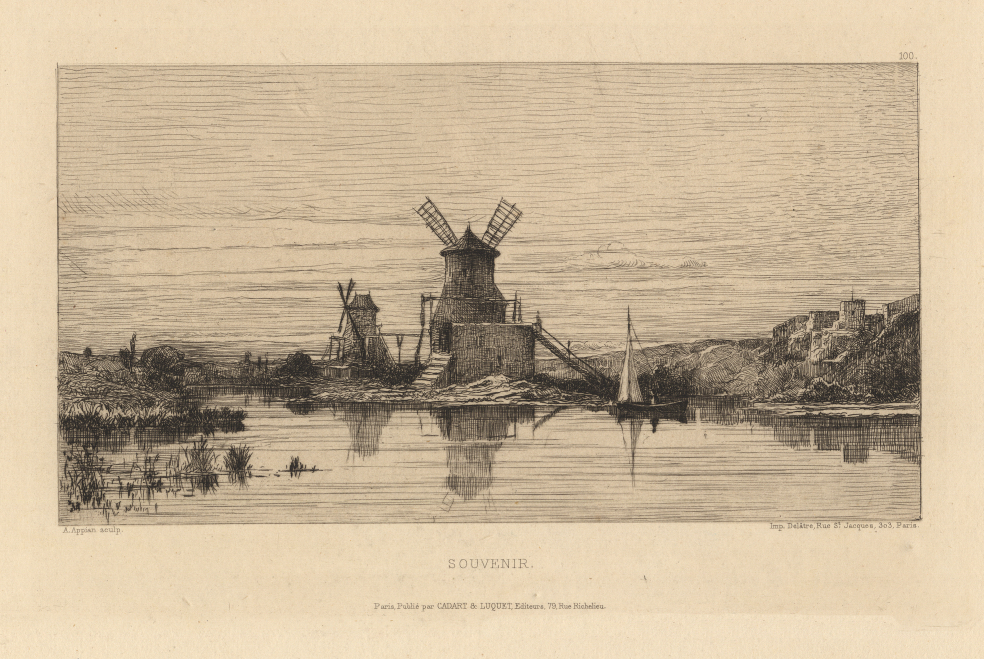
Souvenir, paysage, estampe.

En 1852, Adolphe Appian rencontre Camille Corot et Charles-François Daubigny qui marquent durablement son travail et sa carrière. Jusque-là, il se partageait entre musique et peinture ; désormais, il se consacre principalement à la seconde, adoptant le style de l'école de Barbizon. Il participe à l'Exposition universelle de 1862 à Londres. Napoléon III lui achète une de ses toiles, Le Lac du Bourget, en 1867. Cette même année, il change, les tons de sa palette passant des couleurs froides et sombres à des couleurs plus chaudes et lumineuses. À compter de 1863, il commence à produire des eaux fortes, tirées chez Auguste Delâtre : il avait commis deux essais en 1853-1854, et produira en tout quatre-vingt dix pièces.
En 1885, il participe à la première exposition internationale de blanc et noir, section "Fusains" et obtient la médaille d'honneur en or.
Il obtient la médaille d'or au Salon de 1868 à Paris, et participe à l'exposition universelle de Paris de 1889.
Appian fréquente le village de Rossillon, alors apprécié par les peintres, et passe de nombreux étés à Artemare, dans le Bas-Bugey où il descend à l'hôtel Buffet. Il y peint de nombreux sites du Valromey. Ami des peintres de l’école de Barbizon, il effectue plusieurs séjours à Fontainebleau. Il est surnommé le « Delacroix du fusain ». Son œuvre gravé influence l'artiste américain Stephen Parrish.
Nommé chevalier de la Légion d'honneur en juillet 1892, Adolphe Appian meurt à Lyon en 1898. Il habitait dans cette ville rue des Trois-Artichauts.

## Collections publiques
- En France
  - Bibliothèque nationale de France : 
    - quatorze gravures pour L'Illustration nouvelle, Paris, Alfred Cadart et succ., 1868-1881[8]
    - sept gravures pour L'Eau forte en..., Paris, Alfred Cadart et succ., 1874-1881[9].

  - Musée municipal de Bourg-en-Bresse :
    - Le Haut du Bois des Roches (Ain), 1870, huile sur toile[10]
    - Marine ; côte méditerranéenne, 1890, huile sur toile[11]
    - La Gardeuse de dindons à Crémieux, vers 1860, huile sur toile[12]

  - Musée de la Castre, Cannes : Les calanques de Marseille.
  - Marseille, musée Cantini : Braconnier, fusain et lavis[13]
  - Musée des beaux-arts de Lyon :
    - Le Débarras, huile sur toile[14]
    - Le Retour du marché, 1859, huile sur toile[15]
    - Temps gris, marais de la Burbanche

  - Musée des beaux-arts de Nice : Environs de Mourillon à Toulon
  - Cherbourg-Octeville, musée Thomas-Henry : Un soir, au bord du Rhône à Rix, 1869, eau-forte[16]
  - Mâcon, musée des Ursulines : Les Marais de Rossillon, 1867, huile sur toile[1]
  - Musée des beaux-arts de Chambéry :
    - Un Canal aux Martigues, huile sur toile[17]
    - Paysage de forêt, huile sur toile[18]
    - Paysage, huile sur toile[19]

  - Tournus, musée Greuze : Une Ferme à Cerveyrieux, huile sur toile[20]
  - Musée Paul-Dini :
    - Bords de rivière, huile sur toile[21]
    - Le Port de Collioure, huile sur toile[22]
    - Une Route dans les environs de Gênes, 1875, huile sur toile[23]
    - Vase de fleurs et jatte verte, huile sur toile[24]

  - Grenoble, musée de Grenoble : L'Écluse, huile sur toile[25]
  - Rouen, Service des eaux : La Plage (Collioure), huile sur toile[26]
  - Musée des beaux-arts de Rouen : Environs de Carqueiranne (près d'Hyères), vers 1882, huile sur toile[27]
  - Musée des beaux-arts de Nantes : Paysage, 1867, huile sur bois[28]
  - Le Puy-en-Velay, musée Crozatier :
    - Lisière de forêt, avant 1879, huile sur toile[29]
    - Marine, vers 1890, fusain et craie[30]

  - Montpellier, musée Fabre : Paysage de rivière, avant 1896, aquarelle[31]
  - Bibliothèque municipale de Lyon
    - Eaux-fortes et lithographies[32]

- Aux États-Unis
  - San Francisco, California Palace of the Legion of Honor (Californie) : fonds de gravures d'Adolphe Appian[33]
  - Cleveland Museum of Art (Ohio)
  - Dalhousie University Art Gallery (Halifax, Nouvelle-Écosse)
  - Pomona College Museum of Art (Californie)

## Galerie

Œuvres d'Adolphe Appian
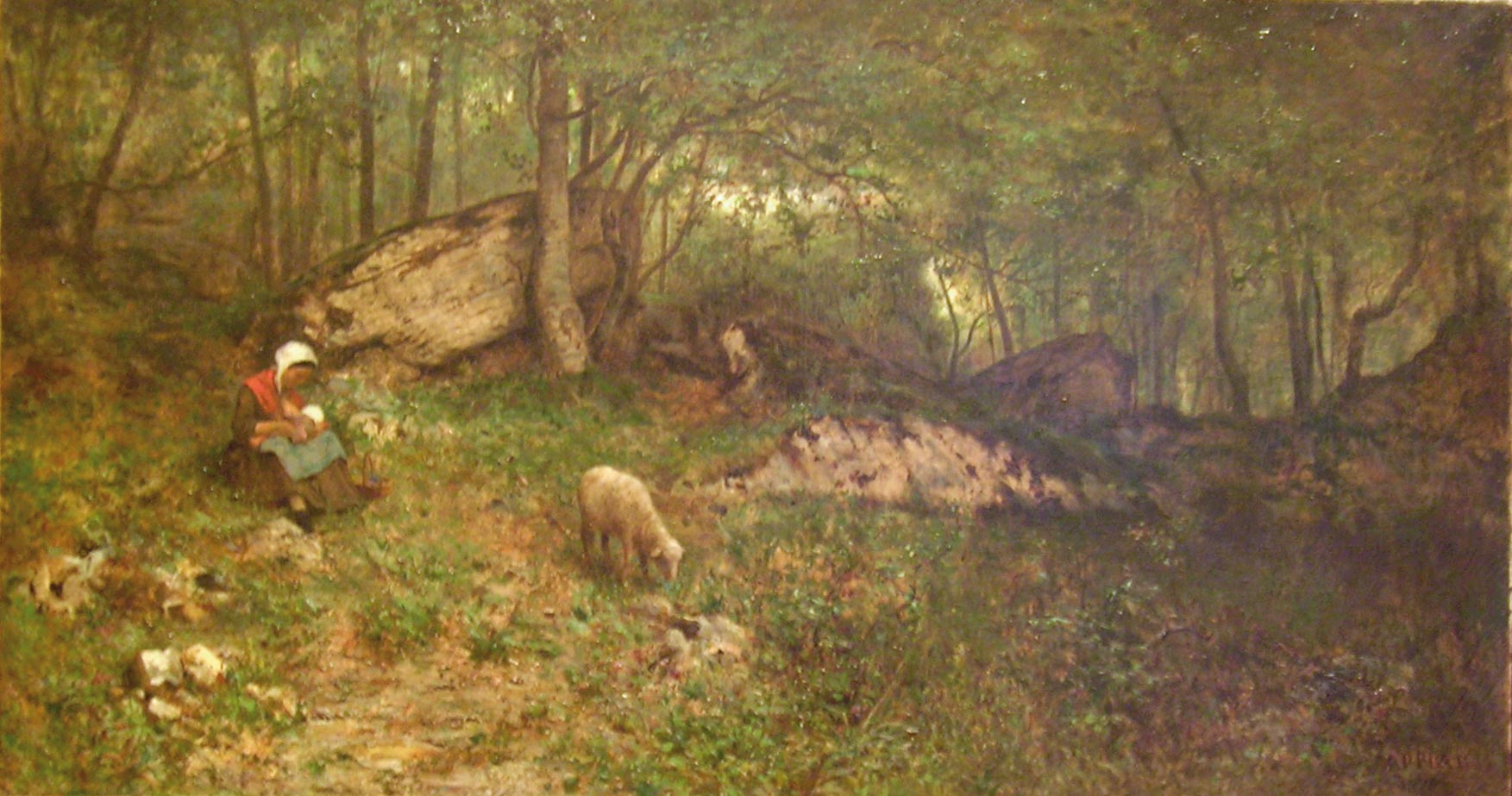
Le Haut du bois des roches à Rossillon (1870), Bourg-en-Bresse, monastère royal de Brou.
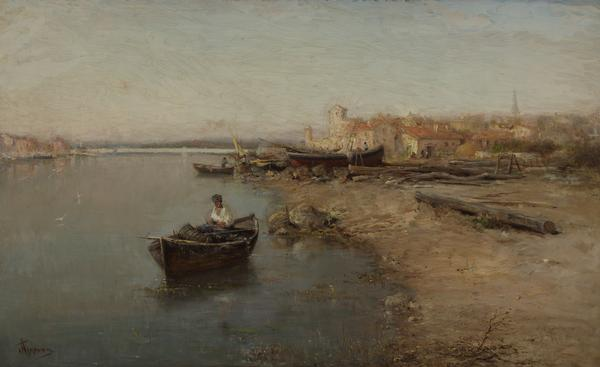
Le Soir aux Martigues (vers 1850), Bath, National Gallery of Victoria (en).
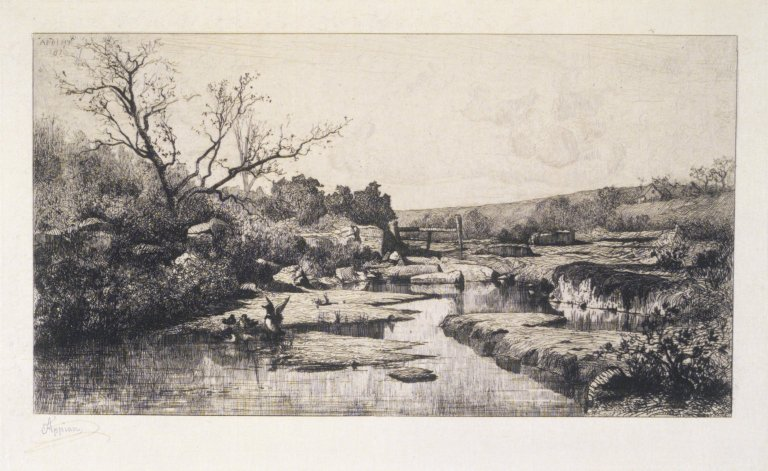
La Source de l'Albarine, (1870), eau-forte, New York, Brooklyn Museum.

## Expositions
- Exposition universelle de 1862 à Londres
- 1885, 27e Exposition des Amis des arts de la Somme à Amiens : Bords du lac de Genève et Un jour de pluie
- Exposition universelle de Paris de 1889
- Du 28 mai au 26 septembre 1999, Mâcon, « 100 peintures des collections du musée des Ursulines »